# 가나-대한민국 관계
대한민국과 가나는 1977년 11월 14일에 수교하였다. 이후 대한민국은 1978년 가나 수도 아크라에 대사관을, 가나는 1999년 대한민국 수도 서울에 대사관을 상호 설치하였다. 참고로 주가나 대한민국 대사관은 토고와 베냉을 겸임하고 있다. 북한과는 1964년 비교적 일찍 수교하였으나 북한이 1998년에 대사관을 철수시켰다. 대한민국과 가나는 수교 이후 교역과 투자를 지속적으로 발전시켜왔다. 2022년에는 수교 45주년을 기념하였으며, 한덕수 국무총리가 최초로 가나를 방문하였다. 한국은 가나에게 ODA를 무상원조 및 공적개발원조를 지원하고 있다.

## 역사
- 1977년 수교

## 같이 보기
- 가나의 대외 관계
- 대한민국의 대외 관계